# Калараши
Калараши (рум. călăraşi — наездники) — сословие в Молдавском княжестве, позже — кавалерийские части румынской армии. В Румынии калараши комплектовались из крупных и средних землевладельцев, которые сами себя обеспечивали лошадьми и частью снаряжения.

## История
Из Описания Молдавии Дмитрия Кантемира:

В этих условиях, когда число молдавской знати значительно увеличилось, господарям было угодно разделить всю знать на три степени. Первое место было отдано боярам и именно тем, кто выдвинулся на высшие государственные должности, или тем, кто родился от таковых. Они принадлежали почти к такой же степени знати, к какой в Российской империи принадлежит «боярский род», который отличается от остальной знати низшего порядка. На втором месте считались куртени, или придворные, которые получили в наследство от предков одну или же две деревни и которых русские называют дворянами.
Третье место занимают калараши, т. е. всадники, которые за пользование землями, пожалованными им господарями, должны постоянно сопровождать их в походах на своем собственном иждивении.
Последними являются резеши, которых мы предпочитаем называть свободными земледельцами, чем знатью. Они почти соответствуют русским однодворцам, не владеют крестьянами, преимущественно живут вместе в одной деревне и обрабатывают свои земли или сами, или нанимая слуг.

К 1941 г. семь полков каларашей были разделены на разведывательные эскадроны корпусов и дивизий, а оставшиеся были объединены в шесть кавалерийских бригад.

## Части каларашей в мировых войнах

### Первая мировая война
Бригады
- 1-я бригада каларашей[рум.]
- 2-я бригада каларашей[рум.]
- 3-я бригада каларашей[рум.]
- 4-я бригада каларашей[рум.]
- 5-я бригада каларашей[рум.]

Полки
- 1-й полк каларашей[рум.]
- 2-й полк каларашей[рум.]
- 3-й полк каларашей[рум.]
- 4-й полк каларашей[рум.]
- 5-й полк каларашей[рум.]
- 6-й полк каларашей[рум.]
- 7-й полк каларашей[рум.]
- 8-й полк каларашей[рум.]
- 9-й полк каларашей[рум.]
- 10-й полк каларашей[рум.]

### Вторая мировая война
1-я кавалерийская бригада (с марта 1942 года — дивизия)
- 11-й полк каларашей (моторизованный, в 1943 году заменён гвардейским полком каларашей)
  - батальон (два кавалерийских эскадрона и моторизованный сигнальный взвод)
  - моторизованный батальон (два моторизованных эскадрона, противотанковый взвод, минометный взвод, моторизованный сигнальный взвод)
  - отделение военной полиции
  - моторизованный саперный взвод
  - моторизованный сигнальный взвод

7-я кавалерийская бригада (с марта 1942 года — дивизия)
- 9-й полк каларашей
  - два батальона (в каждом по два кавалерийских эскадрона)
  - кавалерийский сигнальный взвод
  - рота тяжелого вооружения

8-я кавалерийская бригада (с марта 1942 года — дивизия)
- 9-й полк каларашей (конный)

9-я кавалерийская бригада (с марта 1942 года — дивизия)
- 13-й полк каларашей
  - два батальона (в каждом по два кавалерийских эскадрона)
  - кавалерийский сигнальный взвод
  - саперный взвод
  - рота тяжелого вооружения